# لوكا أتاناسيو
لوكا أتاناسيو (بالإيطالية: Luca Attanasio)‏ (23 مايو 1977 - 22 فبراير 2021)، هو دبلوماسي إيطالي شغل منصب سفير في جمهورية الكونغو الديمقراطية من عام 2017 حتى اغتياله هناك في يوم 22 فبراير 2021.

## النشأة
ولد يوم 23 مايو 1977 في سارونو، لومبارديا، إيطاليا، ولده يدعي سالفاتوري أتاناسيو. نشأ في ليمبيات، لومبارديا. وتخرج مع مرتبة الشرف من جامعة بوكوني عام 2001.

## الحياة الشخصية
تزوج أتاناسيو من زكية صديقي ،وهي امرأة مغربية المولد من الدار البيضاء، منذ عام 2015. وهي رئيسة منظمة غير حكومية كونغولية تقدم المساعدة للنساء والأطفال. كان لديهم ثلاث بنات.

## اغتياله
في 22 فبراير 2021، قافلة تابعة لبرنامج الأغذية العالمي مؤلفة من ثلاث مركبات، تحمل ما مجموعه 7 أشخاص، من بعثة الأمم المتحدة لتحقيق الاستقرار في جمهورية الكونغو الديمقراطية، حيث كان لوكا أتاناسيو من الركاب، تعرض الموكب لهجوم مسلحين. كانت القافلة مسافرة في شمال كيفو، من عاصمة المقاطعة غوما إلى برنامج التغذية المدرسية التابع لبرنامج الأغذية العالمي في روتشورو، وهي بلدة 70 كيلومتر (43 ميل) شمال غوما، وقع الهجوم بالقرب من بلدتي كيبومبا وكانانياماهورو. وذكر برنامج الأغذية العالمي أن الهجوم وقع على طريق كان قد تم إخلاءه سابقًا للسفر دون حراسة أمنية.
كان أتاناسيو الهدف الرئيسي للهجوم. وعندما حاول المسلحون اختطافه، فتحوا النار، فقتلوا مصطفى ميلامبو، السائق الكونغولي التابع للأمم المتحدة. ثم هددوا الأعضاء الستة الآخرين في القافلة ونقلوهم إلى الغابة المجاورة. وبينما كانت قوات الأمن المحلية تصل إلى مكان الحادث بعد ورود تقرير بإطلاق النار، قتل المسلحون كارابينييري فيتوريو إياكوفاتشي البالغ من العمر 30 عامًا وأصيب أتاناسيو بجروح قاتلة. ثم قام المهاجمون باختطاف ثلاثة من الرهائن وفروا من مكان الحادث، فيما نجا مواطن إيطالي ثالث دون أن يصاب بأذى. أُدخل أتاناسيو إلى المستشفى في حالة حرجة في مستشفى الأمم المتحدة في غوما، لكنه توفي هناك بعد ساعة من إدخاله بسبب إصابات بطلقات نارية في بطنه، مما رفع العدد الإجمالي للوفيات الناتجة عن الهجوم إلى ثلاثة. كان أتاناسيو أول سفير أجنبي يُقتل في جمهورية الكونغو الديمقراطية منذ عام 1993، وأول سفير إيطالي يُقتل أثناء فترة ولايته.
أقيمت جنازات رسمية لكل من أتاناسيو وياكوفاتشي في 25 فبراير 2021، في كنيسة القديسة ماري للملائكة والشهداء (بالإيطالية: Santa Maria degli Angeli e dei Martiri)‏ في روما.
واتهمت القوات الديمقراطية لتحرير رواندا بالوقوف وراء الهجوم من قبل السلطات المحلية. إلا أن الجماعة نفت أي مسؤولية عنها ونددت بالهجوم ووصفته بأنه «حقير».